# Verrerie dans le massif des Vosges
Les verreries du massif des Vosges sont des vestiges parfois toujours visibles d'un riche passé artisanal pour tout un massif. Elles sont les témoins et le fruit d'un échange de savoir-faire technique réussi à l'échelle européenne entre la Flandre franco-belge et les massifs montagneux de Bohème-Moravie en passant par les terres germanophones d'Allemagne et de Suisse, sans oublier l'influence inévitable du pôle verrier italien de Murano. D'abord implantées dans la Vôge, les verreries médiévales lorraines s'établissent en quasi-monopole dans une région frontalière entre la Lorraine, la Franche-Comté et la Champagne. L'immigration passagère ou définitive de maîtres et ouvriers verriers en provenance de l'Europe centrale contribue à l'élaboration d'une grande famille de verriers multiculturelle et pluriconfessionnelle qu'on dirait aujourd'hui en réseau. Les verriers initialement gyrovagues finissent par devenir sédentaires dans le sud du duché de Lorraine. L'évolution des pratiques économiques et commerciales ainsi que les rapports devenus tumultueux entre verriers et leurs souverains lorrains feront péricliter l'activité verrière médiévale. Les centres verriers de la deuxième vague restent dans le massif vosgien et en périphérie, mais se déplacent vers le nord dans les Vosges moyennes et dans les Vosges du Nord à cheval sur la Lorraine et l'Alsace. De nos jours, il reste quelques rares verreries en activité. Le travail sur cristal, l'industrie du luxe et le verre d'art ont permis la poursuite de cette filière artisanale historique associée au massif des Vosges.

## Massif vosgien comme limite ouest d'une zone d'échange germanique

### Les routes et les voies de communication à travers le massif des Vosges
En raison de l'orientation des fleuves et rivières, mais aussi des côtes du plateau lorrain et de la montagne vosgienne, les axes de communication et d'échanges commerciaux ont autrefois toujours été orientés nord-sud, à savoir des Pays-Bas à l'Italie par les cols suisses ou comtois. Dans les temps modernes de la Lorraine, les routes héritées de l'époque romaine se sont développées, mais les grandes directions sont globalement identiques. Les routes qui traversent le massif vosgien conduisent en partance de Metz ou Nancy à :
- Francfort ;
- Saverne et Strasbourg ;
- Thann et Bâle ;
- Lure et Bâle ;
- Vesoul et Jura.

La route qui mène à Francfort ne traverse qu'une infime partie des Vosges du Nord en passant par Sarrebruck. La route historique en provenance de Paris par Metz ou Nancy rejoint le massif gréseux dans sa partie la plus étroite au col de Saverne. Une route pénètre le massif au sud en suivant la vallée de la Meurthe à Saint-Dié.
Les deux derniers axes de communication se scindent à Épinal au pied du massif gréseux à l'entrée de la vallée de la Vologne :
- Épinal → Remiremont → Bussang → Thann → Bâle ;
- Épinal → Fontenoy-le-Château → Lure → Bâle.

Le massif vosgien ne comporte aucun centre commercial majeur. Les sites majeurs sont situés sur le plateau lorrain comme le marché de Saint-Nicolas-de-Port. En revanche, la traversée de la montagne est nécessaire car l'écoulement des marchandises à l'international se fait avec les pays rhénans et alpins. On sait grâce aux comptes tenus par les receveurs des tonlieux, comme celui de Bruyères, ou par les charretons de Fontenoy-le-Château que les marchandises transportées vers l'est et le sud-est sont le verre, les draps de Saint-Nicolas-de-Port, la toile du Barrois, le papier d'Épinal ou le vin de Moselle.

### Cohabitation d'artisans et d'ouvriers de langue et religion différentes
Le cas des verriers vosgiens n'est pas un fait isolé dans l'histoire de la Lorraine car le duché indépendant est florissant au XVIe siècle) ; il a acquis en 1542 un statut de libre et non incorporable au sein du Saint-Empire romain germanique. Les ducs sont apparentés aux familles impériales des dynasties du Luxembourg, Wittelsbach et Habsbourg, également titulaires du royaume de Bohême. Leurs territoires forment un espace d'échange économique, commercial et culturel de la Lorraine à l'ouest à la Bohême à l'est, du Brabant au nord à la Suisse au sud. Parmi les artisans et la main-d'œuvre itinérante parcourant le massif vosgien, on trouve de nombreux corps de métier. L'artisanat verrier fait partie d'un phénomène plus global de migration temporaire ou définitive avec des spécialisations typiques de telle ou telle région. Le massif vosgien profite du savoir-faire développé au Tyrol et en Bohême et Saxe (monts métallifères) dans les mines (argent, or, fer, cuivre), le verre (le verre de Bohême reste très célèbre et apprécié de nos jours), le charbon de bois (vallée des Charbonniers dans les Hautes-Vosges en a gardé la trace la plus visible dans son histoire économique et démographique, mais aussi dans sa toponymie). Comme pour le schlittage, le flottage ou l'estivage avec la production fromagère où on peut sans contestation possible parler de « pôle austro-helvético-germano-vosgien », la verrerie profite des savoir-faire qui se sont progressivement développés dans les régions traversées par les verriers nomades au fur et à mesure de leurs pérégrinations depuis la Bohême. La charte de Lorraine pour codifier l'activité verrière en 1448 est par exemple très similaire à la charte du Spessart. On a pris l'habitude de nommer les verriers de la Vôge originaires des terres germanophones des Souabes car ils ont œuvré dans les massifs de la Forêt souabo-franconienne (Schwäbisch-fränkischer Wald), la Forêt-Noire ou l'Odenwald avant de s'installer dans la Vôge.
L'origine bavaro-souabe des verriers vosgiens quittant la Vôge pour s'expatrier entre autres dans le Hardt et les Vosges du Nord, donc en terre germanophone, explique pour la plupart des observateurs et analystes des langues régionales l'existence notable des villages verriers qui forment un isolat linguistique en terres franciques rhénanes. Ce sont en effet des locuteurs qui ont adopté la diphtongaison bavaroise alors que les dialectes environnants majoritaires de Moselle-Est sont des locuteurs caractérisés par une très forte monophtongaison.

### Gentilshommes verriersen Lorraine

Blason des gentilshommes verriers Hennezel, Vôge, devise : Deus me ducit.

Aux XIIe et XIIIe siècles, la fabrication du verre lorrain se concentre presque exclusivement en Argonne à l'opposé du massif vosgien vers l'ouest. Cette forêt, traditionnellement considérée comme la frontière naturelle entre Neustrie et Austrasie, puis France et Lorraine, est alors immense aux confins de la Lorraine et de la Champagne ; elle fait la jonction avec la forêt ardennaise au nord. Les verriers y sont attestés depuis l'époque gallo-romaine et pratiquent les techniques italiques pour produire du verre à vitres fabriqué par coulage-étirage.
Comme les charbonniers, les verriers sont jusqu'au XIVe siècle des itinérants, des artisans nomades pas toujours appréciés de la population locale, ni des seigneurs régionaux car ils sont associés à la déforestation. Quand ils ont épuisé un site, ils partent et recommencent ailleurs. En raison des techniques connues jusqu'au Moyen Âge, l'activité verrière se concentre dans les régions capables de fournir du bois, un type de sable ou de roche sableuse, des fougères et un sous-bois riche. C'est pourquoi on la trouve en Lorraine en Argonne et dans les parties gréseuses du massif vosgien, y compris pour les sites de la troisième vague verrière au XVIIIe siècle dans les Vosges du Nord mosello-alsaciennes.

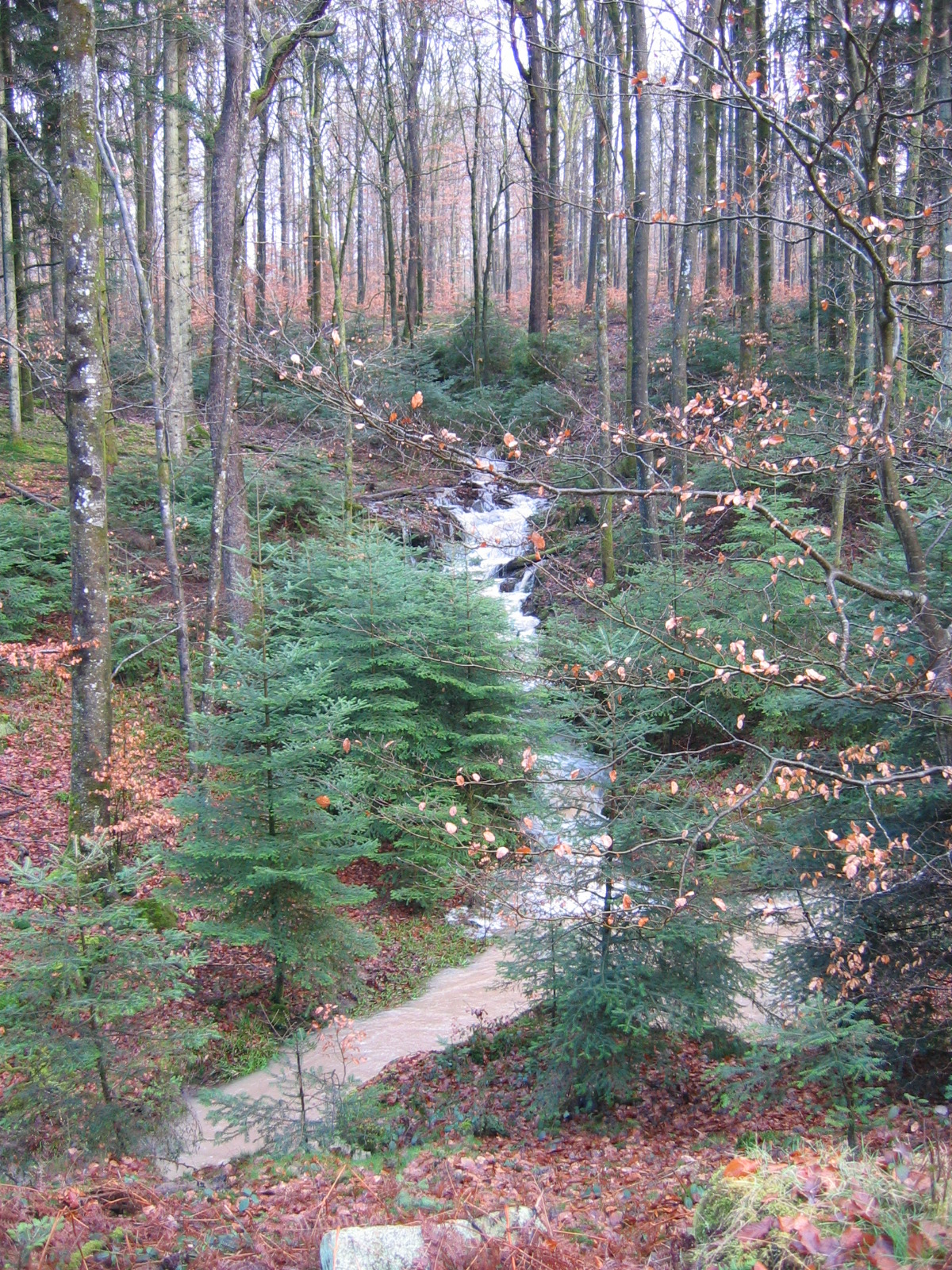
Forêt de Darney, grande région verrière des.

L'itinérance s'atténue beaucoup à partir du XIVe siècle quand les ducs de Lorraine encouragent l'installation de véritables dynasties verrières dans la Vôge autour de Darney. L’installation de verreries permet aux souverains propriétaires fonciers de percevoir diverses taxes. Celles-ci sont prévues dans le contrat initial et le bois consommé par la verrerie doit être marqué par un officier seigneurial et payé à un prix défini. Chaque année, le maître-verrier paye un cens et on imagine aisément que les seigneurs attendent des cadeaux ou des remises conséquentes sur la production du site. Une charte des verriers est rédigée en 1448 par le duc de Lorraine René d'Anjou, confirmée en 1469 par son fils Jean de Calabre. Le second assimile le verrier à un gentilhomme exempt de toutes tailles, aides, subsides, d'ost, de gîte et de chevauchées. Pendant un siècle, le verre lorrain acquiert une renommée internationale qui contribue à former une caste de gentilshommes verriers et leur réelle sédentarisation. Les centres se spécialisent dans un type de fabrication comme le gros ou menu verre.
Il faut d'une part relativiser la sédentarisation des verriers car les artisans ou leurs enfants s'exilent facilement ou vont chercher fortune ou d'autres opportunités dans d'autres régions de France ou du Saint-Empire, voire plus loin à Venise ou Murano. Ils ont des parts dans différentes verreries. Les verriers lorrains font en conséquence partie d'un réseau très efficace soudé par une stratégie matrimoniale non dissimulée. ce sont par exemple des verriers de la Vôge qui permettent l'émergence d'un nouveau centre verrier en Thiérache et Avesnois. Il convient d'autre part d'être prudent sur la manière de comprendre le titre de gentilhomme. D'abord, il n'est attribué qu'au patron et sa descendance qui ont le droit de porter un blason. Une multitude d'ouvriers de basse condition gravite autour des artisans verriers sans lesquels l'ascension sociale de ceux-ci n'auraient pas été possible. Les maîtres-verriers détiennent des parts de seigneuries qui assurent l'approvisionnement de leur territoire et entreprise. Des verriers Hennezel portent par exemple le titre de seigneur de Bonville, Dombasle ou Viomesnil. Pour que le titre soit héréditaire, les descendants mâles doivent prendre la succession de l'entreprise et avoir appris le métier de verrier. On parle en fait plutôt de gentilhomme-verrier où le premier mot fait fonction de préfixe honorifique attaché à la fonction, comparable aux termes de civilité noble, honorable ou honnête. En Lorraine, les personnes dotées de privilèges étaient souvent nommées gentilshommes, à l'image des gentilshommes de Laveline, simples paysans vosgiens récompensés pour leur bravoure pendant le conflit opposant la Lorraine occupée à la Bourgogne de Charles le Téméraire. Ils portèrent leur titre héréditaire, transmissibles y compris par les filles, jusqu'à la Révolution française.
Leur titre de petite noblesse leur est confirmé au XVIe siècle avec les privilèges qui en découlent concernant les terres, le bétail, les douanes et les passages. En revanche, comme n'importe quel noble, ils ont l'obligation de « guet, de garde et de rétention ».
Il existe en réalité plusieurs cas de figure. Certains gentishommes verriers ont effectivement été anoblis par lettre patente, avec reconnaissances successives de leur état par les souverains suivants. Il faut y voir une stratégie des ducs lorrains pour garder les verriers sur leurs terres et fidéliser les familles verrières talentueuses, reconnues et imitées dans les autres nations européennes. Mais cela ne durera pas toujours car les conflits d'intérêts et les divergences de point de vue, voire de convictions religieuses, conduiront souvent les verriers à recommencer une autre vie ailleurs. Quelques rares verriers, essentiellement franc-comtois, arrivent déjà nobles dans la profession. Ceci s'explique par la politique familiale menée par les verriers créant ainsi une société quelque peu endogène, et surtout très soucieux d'asseoir leur réputation et leur réussite socio-économique en trouvant le bon parti pour leurs enfants. Les verriers de la Vôge essaiment leur savoir-faire dans les autres centres verriers européens, juste retour des choses puisque le pôle verrier de la Vôge a lui-même démarré avec l'arrivée de verriers souabes, eux-mêmes originaires de Bohême. L'échange de procédés techniques fait progresser la profession, malgré la résistance des verriers de Murano à garder secret leur savoir-faire. Le verrier vosgien Thyzac apporte aux Italiens le verre à miroir pendant que les Vénitiens ne peuvent empêcher la diffusion de leur cristallin jalousement protégé.

### Troisième vague de l'industrie verrière lorraine

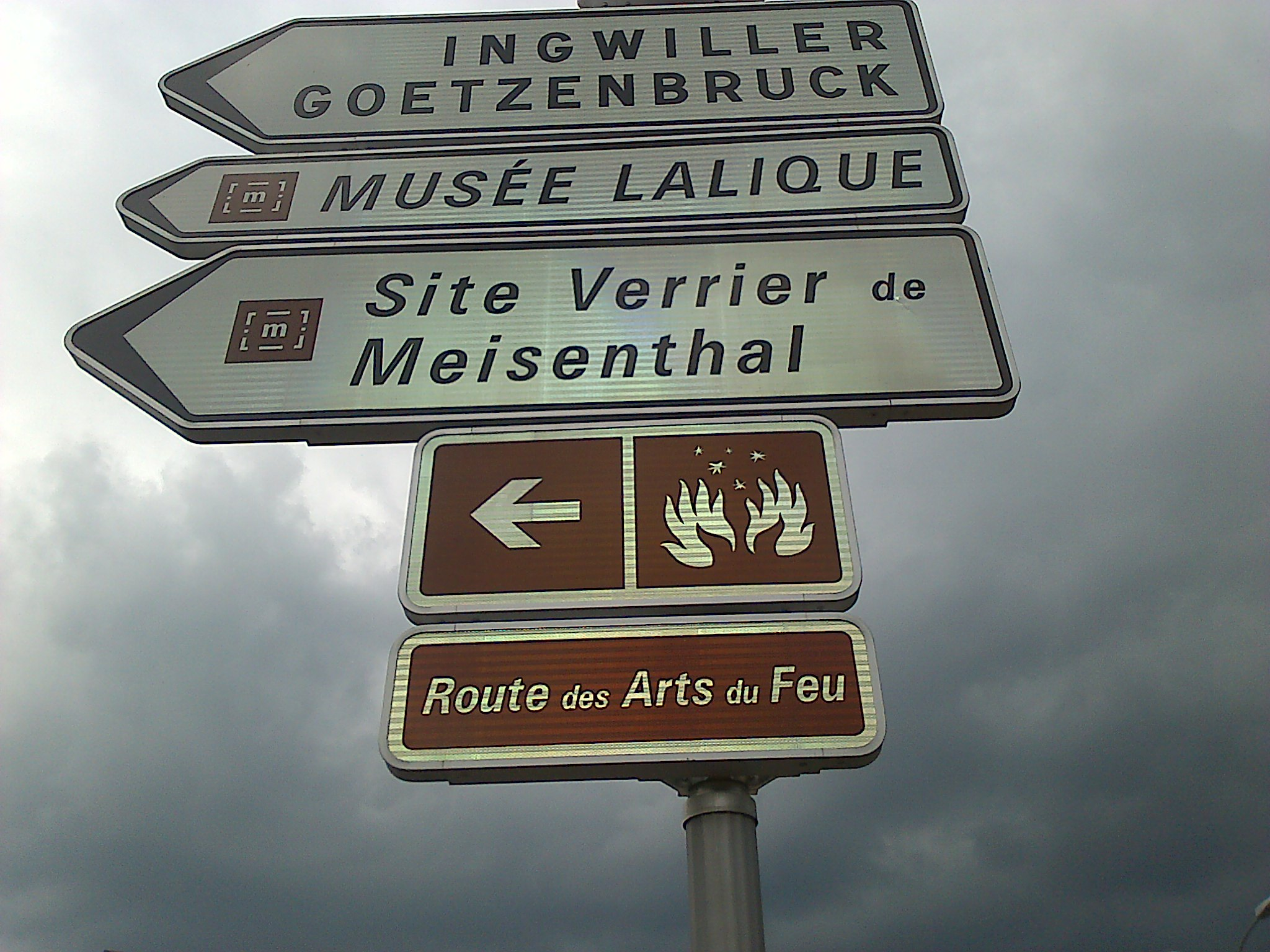
Route des Arts du Feu, Vosges du Nord, Lorraine et Alsace.

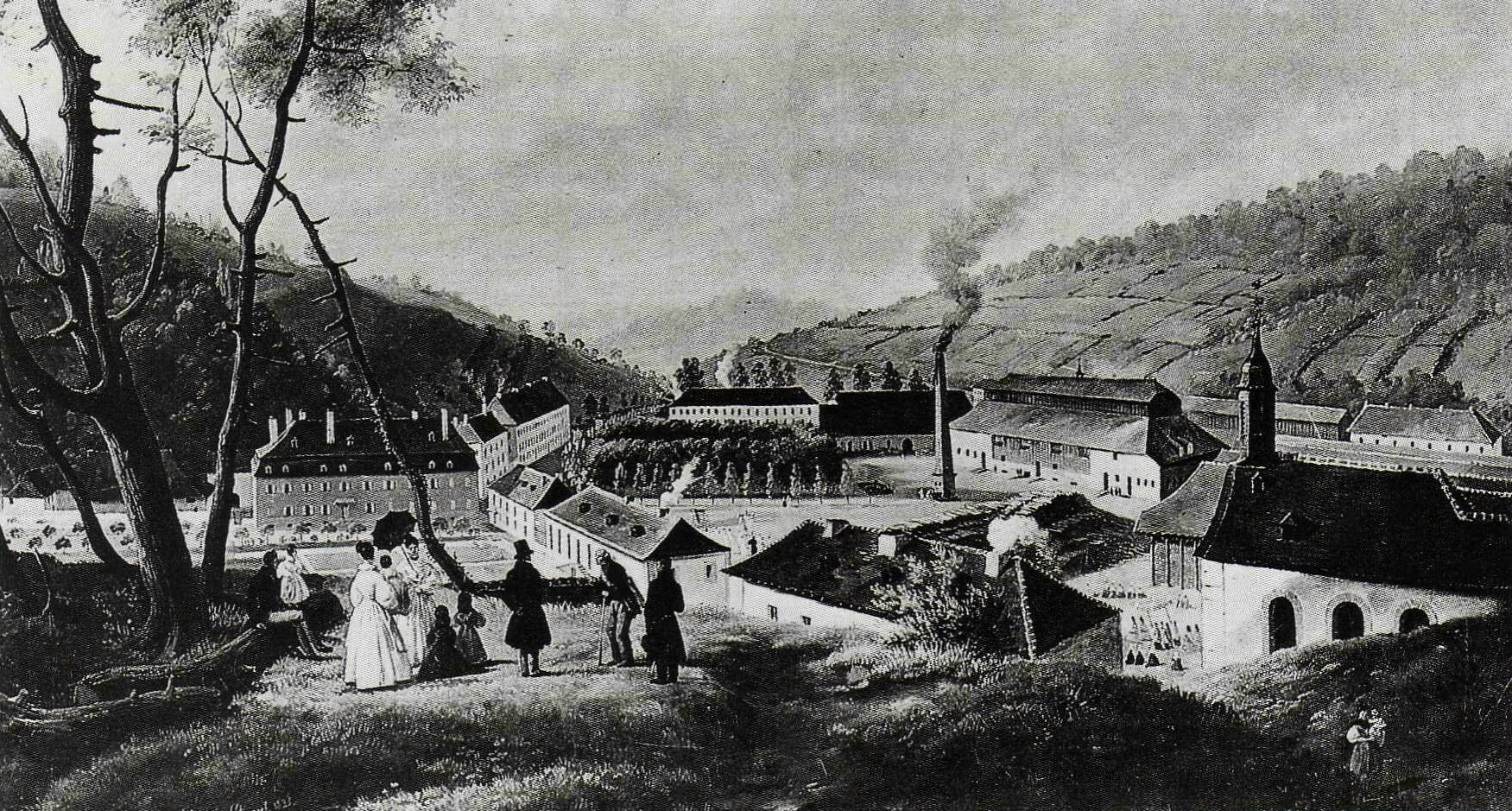
Verrerie Saint-Louis-lès-Bitche, E. Pingret, 1836.

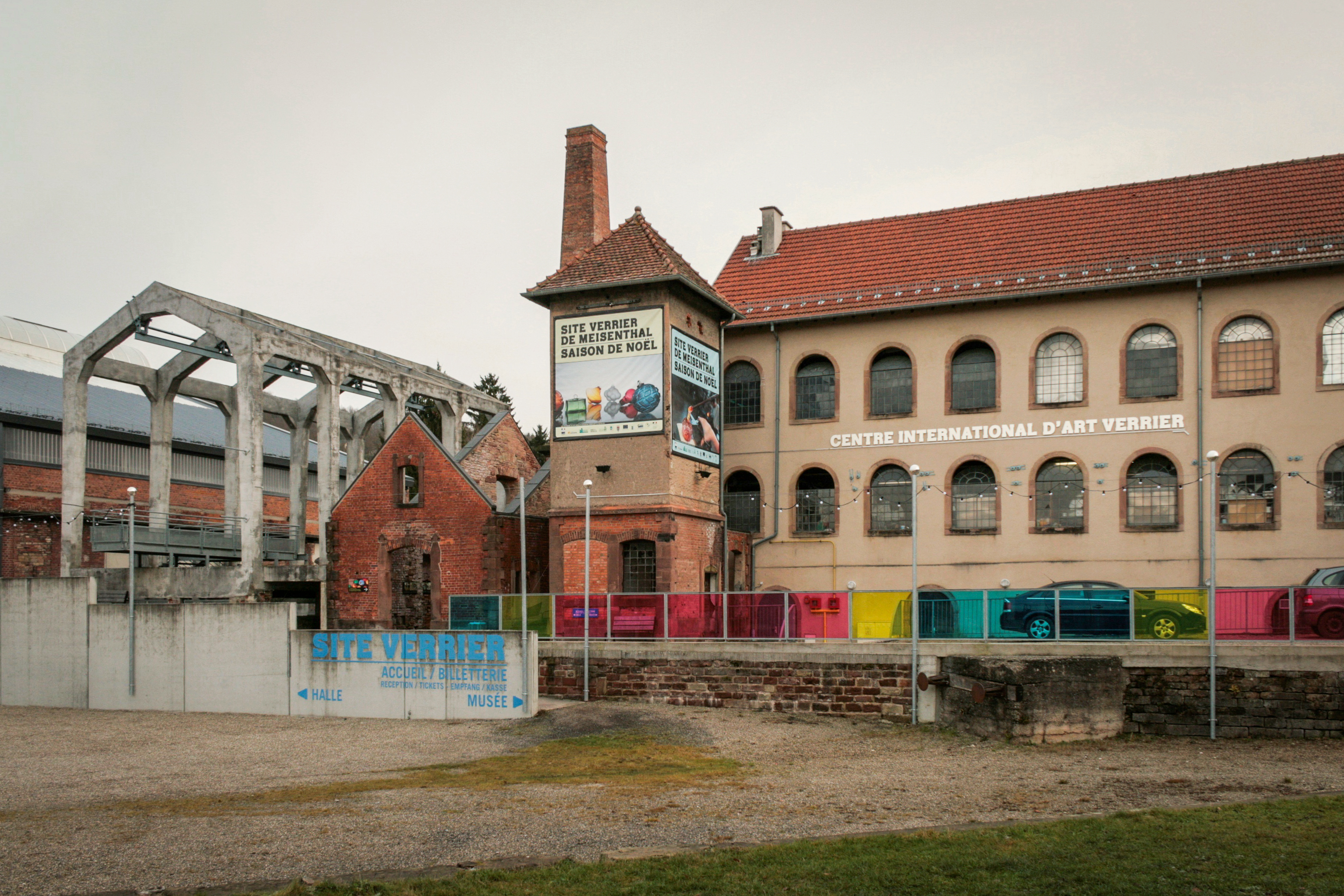
Musée et Centre international d'art verrier à Meisenthal.

La troisième phase lorraine en matière de fabrication du verre, puis du cristal, se manifeste par la création d'une série de manufactures fondées au XVIIIe siècle dans le massif vosgien ou dans sa périphérie sous le règne du duc Léopold Ier après le traité de Ryswick en 1697.
Dans les Vosges du Nord, pays gréseux par excellence, ce sont des anciens verriers du site de Soucht de l'ancien comté de Deux-Ponts-Bitche et d'autres provenant de la Vôge qui rendirent possible le maintien de la tradition verrière en Lorraine dans le massif vosgien, mais cette fois dans sa partie septentrionale. Le président de la Chambre des comptes de Lorraine, Thierry Alix, évoque fin du XVIe siècle l’existence de verreries ambulantes dans le comté de Bitche en ces termes : « C’est une région montagneuse, forestière, à population fort clairsemée, de ressources médiocres ; la verrerie y existe à l’état précaire et sporadique, comme dans la Vôge au XVe siècle ».
Quelques structures existent encore aujourd'hui, soit comme site de production, soit comme centre international d'art verrier, soit comme musée à l'image de la Maison du verre et du cristal dans les locaux de l'ancienne verrerie de Meisenthal (1702) en Moselle où Émile Gallé travailla pendant quatre ans. D'autres verreries ou cristalleries suivront comme celles de Goetzenbruck en 1721 pour le verre mécanique ou de la cristallerie de luxe de Saint-Louis en 1767, rachetée en 1989 par le groupe de produits de luxe Hermès. Dans cette partie du massif, on peut encore citer les établissements de Lemberg, Enchenberg, Montbronn et Bitche.
Un peu plus au sud du pays de Bitche, mais toujours dans le département de la Moselle, dans les Basses-Vosges, le duc de Lorraine autorise la création des verreries ou cristalleries de Plaine-de-Walsch (1707), Saint-Quirin (1737), Hartzwiller, Vallérysthal ou Trois-Fontaines. Tout le pays de Dabo, traditionnellement tourné vers l'industrie du bois, profite de cette activité de production verrière car elle entraîne avec elle le travail et la taille sur verre et cristal avec des entreprises familiales ou PME.
Dans la plaine sous-vosgienne, Léopold Ier autorise la fondation de la cristallerie de Portieux en 1705, spécialisée dans la gobeleterie, et en bordure du massif aujourd'hui dans l'actuel département de Meurthe-et-Moselle, le duc Stanislas donne son accord pour la fondation de la célèbre cristallerie de Baccarat en 1764, deux avant le rattachement du duché au royaume de France.
Sur le plateau lorrain, la verrerie-cristallerie de Vannes-le-Châtel est fondée en 1765 par la comtesse de Mazirot. En 1960, comme celle de Portieux et de Vallérysthal, elle intègre par fusion la Compagnie française du cristal et la famille Daum crée sa cristallerie à Nancy en 1878.

## Verreries des Vosges alsaciennes
Dans le prolongement des Vosges du Nord, sur un plateau gréseux limitrophe des communes verrières mosellanes de Goetzenbruck et Meisenthal, les comtes de Hanau-Lichtenberg autorisent la création de deux verreries à Wingen-sur-Moder : celle de la Neuhütte en 1708 et celle du Hochberg en 1715. La mobilité des verriers alsaciens est similaire à celle des confrères lorrains. On les retrouve bien sûr en Lorraine, mais aussi en Allemagne, en Italie, en Espagne, en Suisse ou dans le Nord-Pas-de-Calais. Les établissements de Wingen ferment progressivement du XVIIIe siècle au XIXe siècle, notamment à cause de la pénurie de bois nonobstant les efforts importants fournis par les verreries pour gérer à l'année les coupes de bois de manière surveillée. Toutefois, en 1921, le maître-verrier et bijoutier, René Lalique, y fonde la cristallerie Lalique, une manufacture destinée à la production de produits de luxe et des œuvres de l'artiste et de ses collaborateurs dont son fils Claude qui introduit le cristal dans les pièces aujourd'hui encore fabriquées à la main.
Toujours dans les Vosges du Nord, le comte de La Petite-Pierre autorise la création d'une verrerie dans la forêt de Breitschloss en 1628 par un membre de la famille verrière Spenger, originaire du Spessart en Hesse et bien implantée dans le pays de Bitche comme les Glaser et les Wenzel.
Les abbés de Murbach firent appel en 1699 à des artisans verriers, pour l'essentiel suisses, pour exploiter la haute vallée de la Thur. Ils créent au pied de la crête des Hautes-Vosges à l'est et du massif du Grand Ventron à l'ouest un village verrier nommé La verrerie derrière le Wildenstein. Le Wildenstein est un promontoire rocheux où se trouvait un château médiéval. Aujourd'hui la commune alsacienne se nomme Wildenstein. Une autre verrerie est créée au XVIIIe siècle dans la commune voisine d'Oderen, comme activité annexe des forges de Willer, occupant l'essentiel de la modeste population montagnarde.
La tradition verrière se perpétue donc aujourd'hui dans le massif vosgien plutôt grâce à l'industrie du luxe :
- Wingen et la société Lalique qui produit à la manufacture lorraine de Vannes-le-Châtel ;
- Baccarat avec la bijouterie et les pièces de collection, par le Groupe du Louvre et Starwood Capital Group ;
- Saint-Louis-lès-Bitche et la société Hermès International.